# Quirimbatina
Quirimbatina es un género de foraminífero bentónico de la familia Trimosinidae, de la superfamilia Buliminoidea, del suborden Buliminina y del orden Buliminida. Su especie tipo es Mimosina rimosa. Su rango cronoestratigráfico abarca el Holoceno.

## Discusión
Clasificaciones previas incluían Quirimbatina en el suborden Rotaliina del orden Rotaliida.

## Clasificación
Quirimbatina incluye a las siguientes especies:
- Quirimbatina rimosa